# Fritz von Diederichs
Friedrich „Fritz“ Ferdinand Alexander von Diederichs (* 25. Oktober 1805 in Posen; † 3. Dezember 1888 in Berlin) war Jurist, Oberregierungsrat und Mitglied des deutschen Reichstags.

## Leben
Diederichs besuchte das Werdersche und Friedrich-Wilhelms-Gymnasium in Berlin und das Pädagogium in Halle. 1828 wurde er Auskultator am Berliner Stadtgericht. Später war er in der Verwaltung bei den Regierungen in Köln, Düsseldorf und als Rat in Minden und Potsdam. 1858 wurde er Oberregierungsrat und Abteilungsdirektor für Kirchen- und Schulwesen in Potsdam. 1861 war er Referent über die Schwerinsche Kreisordnung, von 1862 bis 1866 Vorsitzender der Gemeindekommission. 1863 wurde er nach Marienwerder versetzt und dort Dirigent der Regierungsabteilung für Kirchen- und Schulwesen.
Mitglied des Preußischen Abgeordnetenhauses war er von 1858 bis 1866 (zuerst Fraktion Vincke, dann Grabow, zuletzt im linken Zentrum) und von 1873 bis 1876. Zwischen 1874 und 1877 war er Mitglied des Deutschen Reichstages für die Nationalliberale Partei und den Wahlkreis Regierungsbezirk Potsdam 9 (Zauch-Belzig, Jüterbog-Luckenwalde).